# Ronde van de Toekomst 2003
De Ronde van de Toekomst 2003 (Frans: Tour de l'Avenir 2003) werd gehouden van 4 tot en met 13 september in Frankrijk.

## Etappe-overzicht
| etappe | datum        | start                   | finish          | afstand      | winnaar             | klassementsleider |
| ------ | ------------ | ----------------------- | --------------- | ------------ | ------------------- | ----------------- |
| 1e     | 4 september  | Bonneval                | Bonneval        | 10,7 km (it) | Bradley Wiggins     | Bradley Wiggins   |
| 2e     | 5 september  | Bonneval                | Sassay          | 147 km       | Sébastien Chavanel  | Bradley Wiggins   |
| 3e     | 6 september  | Sassay                  | Aigurande       | 171,2 km     | Sébastien Chavanel  | Bradley Wiggins   |
| 4e     | 7 september  | Sainte-Sévère-sur-Indre | Le Rouget       | 233,5 km     | Samuel Dumoulin     | Thomas Lövkvist   |
| 5e     | 8 september  | Maurs                   | Saint-Flour     | 155 km       | Yuriy Krivtsov      | Egoi Martínez     |
| 6e     | 9 september  | Saint-Flour             | Mende           | 137 km       | Pierrick Fédrigo    | Egoi Martínez     |
| 7e     | 10 september | Mende                   | Valréas         | 173          | Christophe Edaleine | Egoi Martínez     |
| 8e     | 11 september | L'Isle-sur-la-Sorgue    | Rousset-sur-Arc | 174          | Thomas Voeckler     | Egoi Martínez     |
| 9e     | 12 september | Rousset-sur-Arc         | Solliès-Ville   | 199          | Philippe Gilbert    | Egoi Martínez     |
| 10e    | 13 september | La Crau                 | La Crau         | 128          | Samuel Dumoulin     | Egoi Martínez     |

## Eindklassementen

### Algemeen klassement
| rang | renner               | land      | tijd        |
| ---- | -------------------- | --------- | ----------- |
| 1    | Egoi Martínez        | Spanje    | 35u 29' 38" |
| 2    | Radoslav Rogina      | Kroatië   | op 2' 02"   |
| 3    | Samuel Dumoulin      | Frankrijk | op 3' 36"   |
| 4    | Philippe Gilbert     | België    | op 4' 18"   |
| 5    | Pierrick Fédrigo     | Frankrijk | op 4' 29"   |
| 6    | Thomas Lövkvist      | Zweden    | op 4' 42"   |
| 7    | Tobias Lergard       | Zweden    | op 5' 09"   |
| 8    | Gustavo César Veloso | Spanje    | op 5' 11"   |
| 9    | Jeff Peeters         | België    | op 5' 17"   |
| 10   | Nico Sijmens         | België    | op 5' 25"   |

### Punten klassement
| rang | renner           | land   | tijd |
| ---- | ---------------- | ------ | ---- |
| 1    | Philippe Gilbert | België | p    |

### Bergklassement
| rang | renner              | land      | tijd |
| ---- | ------------------- | --------- | ---- |
| 1    | Christophe Le Mével | Frankrijk | p    |

### Ploegenklassement
| rang | land                            | tijd |
| ---- | ------------------------------- | ---- |
| 1    | Carvalhelhos-Boavista Frankrijk |      |